# Мельничук Назар Тарасович
Назар Тарасович Мельничук (нар. 24 лютого 1995, м. Дубно, Рівненська область, Україна) — український футболіст, захисник.
Виступає в основному на позиції лівого захисника.

## Біографія
Назар Мельничук є вихованцем волинського футболу. У Дитячо-юнацькій футбольній лізі грав за команду БРВ-ВІК з Володимира-Волинського.
У 2012—2014 роках виступав за юнацьку (U-19) та молодіжну команди луцької «Волині». Після цього грав на аматорському рівні за команду «Богун» з міста Броди Львівської області.
Сезон 2015/16 провів у складі клубу третього дивізіону Словаччини «Бодва» (Молдава-над-Бодвою), а також команду української Другої ліги «Верес» (Рівне), проте за рівнян так і не зіграв жодного офіційного матчу.
У 2016—2018 роках виступав за клуб п'ятого польського дивізіону «Томашувия» (Томашів-Любельський).
У березні–червні 2018 року грав у Чемпіонаті Тернопільської області за команду «Вишнівець» з однойменного міста.
У липні 2018 року підписав контракт з харківським клубом «Металіст 1925». Дебютував у Першій лізі 22 липня того ж року у грі першого туру «Металіст 1925» — «Агробізнес» (2:0), відігравши за харків'ян повний матч. Відразу став гравцем основного складу харківської команди, взявши участь у 15 з 17 ігор першої частини чемпіонату, в усіх з них вийшовши у стартовому складі.
17 лютого 2020 року став гравцем польського клубу «Мотор» (Люблін). Через пандемію коронавірусу матчі весняної частини сезону в третій лізі (четвертому дивізіоні чемпіонату Польщі) було скасовано, «Мотор» як лідер своєї групи на момент зупинки турніру підвищився в класі, а Мельничук покинув команду, не провівши за неї жодного матчу.
8 вересня 2020 року був заявлений за МФК «Миколаїв», що виступав у Першій лізі України. Наприкінці 2021 року отримав статус вільного агента.
21 березня 2022 року став гравцем польського клубу «Гетьман» (Замостя), що виступає в п'ятому дивізіоні чемпіонату Польщі.